# Последний из Робин Гудов
«Последний из Робин Гудов» (англ. Last of Robin Hood) — американская биографическая драма 2013 года об актёре Эрроле Флинне. Авторами сценария выступили Ричард Глатцер и Уош Уэстморленд. Роли в фильме исполнили Кевин Клайн, Дакота Фаннинг, Сьюзан Сарандон, Мэттью Кейн и Макс Казелла. Премьера картины состоялась на Международном кинофестивале в Торонто в 2013 году.

## Сюжет
В центре сюжета картины — последний скандальный роман звезды Голливуда с 17-летней актрисой Беверли Адланд. Они познакомились во время проб девушки на киностудии, когда ей было всего 15. Между ними стремительно завязывается роман, неодобрительно встреченный публикой и прессой, которые не верят в искренность их чувств. Поддержку возлюбленным оказывает мать Беверли, бывшая танцовщица, потерявшая ногу в автокатастрофе и видящей в дочери продолжение своей звёздной карьеры, а в её спутнике — средство для достижения этой цели. В итоге она получает роль в фильме «Кубинские мятежницы», где также играет и Флинн. Но отношения между ними крайне противоречивы, и из-за юного возраста Беверли, огромной разницы в возрасте и сомнительной репутации Флинна, злоупотреблявшего алкоголем и наркотиками. Тем не менее, он исповедует бессмертную любовь и предлагает Беверли выйти замуж незадолго до своей смерти от сердечного приступа.
Действие фильма происходит в 1959 году, но с таким же успехом это может быть и 2014 год. У вас есть стареющая суперзвезда, изо всех сил пытающаяся сохранить свою славу, старлетка, мечтающая о большом успехе, манипулятивная мать и вечное любопытство публики, почти одержимой знаменитостями. Непрерывное, сенсационное освещение в таблоидах жизни и отношений Эррола Флинна в точности отражено в картине, которую увидел Голливуд 55 лет спустястарший вице-президент Samuel Goldwyn Films Питер Голдвин

## В ролях
- Кевин Клайн — Эррол Флинн[5]
- Дакота Фаннинг — Беверли Адланд[6]
- Сьюзан Сарандон — Флоренс Адланд
- Патрик Сент-Эсприт — Херб Адланда[7]
- Мэттью Кейн — Ронни Шедло
- Макс Казелла — Стэнли Кубрик
- Шон Флинн — Грип
- Брайан Батт — Орри-Келли
- Джейн Макнил — Синтия Гулд
- Рик Рейц — Мелвина Белли
- Джеки Пруча — Хедда Хоппер
- Джо Кнезевич — Джон Айрленд

## Производство
Компания Killer Films пригласила Ричарда Глатцера и Уоша Уэста для написания сценария и постановки фильма о легендарном актёре Эрроле Флинне. К 9 апреля 2014 года компания Samuel Goldwyn Films приобрела права на показ фильма в США.

### Кастинг
10 октября 2012 года стало известно, что Кевин Клайн и Сьюзан Сарандон подписали контракт на съёмки в биографическом фильме основанном на реальных событиях. Клайн сыграет роль Эррола Флинна, легендарного актёра, который состоял в отношениях с 17-летней Беверли Адланд, а Сарандон сыграет Флоренс Адланд, мать Беверли. 23 января 2013 года Дакота Фаннинг присоединилась к актёрскому составу, и получила роль Беверли Адланд.

### Съёмки
Съёмки фильма начались в конце января 2013 года в Атланте, штат Джорджия.

### Маркетинг
24 июня 2014 года вышел первый трейлер фильма.

## Рецензии
На сайте-агрегаторе обзоров Rotten Tomatoes у фильма рейтинг 28 % на основе 65 обзоров. Несколько критиков назвали ошибочным выбор Дакоты Фаннинг на роль Беверли.